# Ишкобой
Ишкобой — деревня в Кадуйском районе Вологодской области.
Входит в состав Никольского сельского поселения, с точки зрения административно-территориального деления — в Никольский сельсовет.
Расположена на левом берегу реки Шулма. Расстояние по автодороге до районного центра Кадуя — 34 км, до центра муниципального образования села Никольское — 10 км. Ближайшие населённые пункты — Бильково, Малышево, Стрелково.
По переписи 2002 года население — 14 человек.